# Slaveri i Brasilien

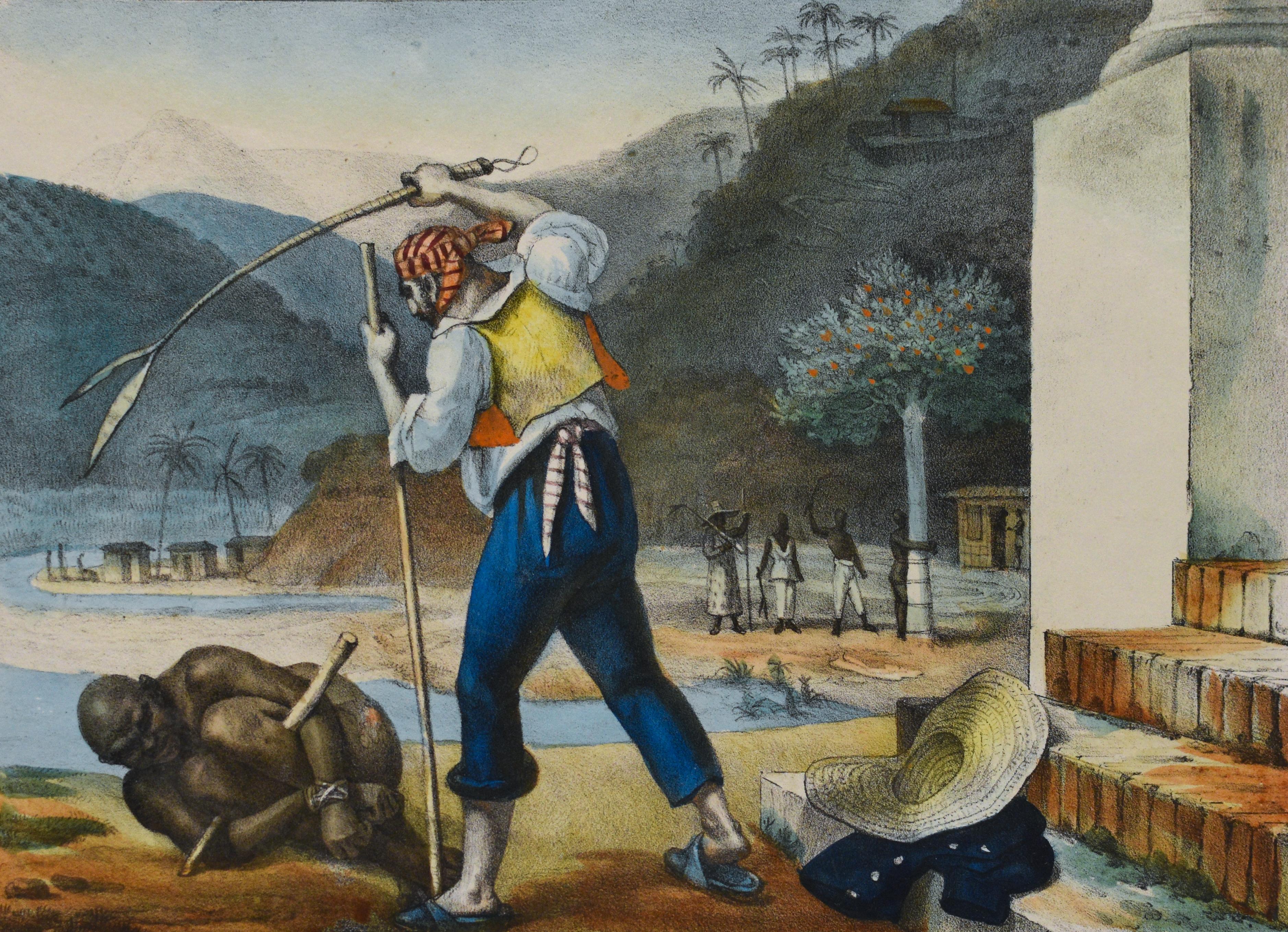
Slaveri i Brasilien av Jean-Baptiste Debret (1834–1839). En slavägare straffar en slav i Brasilien från 1800-talet.

Slaveri i Brasilien började långt innan den första portugisiska bosättningen inrättades 1516, innan dess tog konkurrerande stammar varandras som slavar.  Senare var kolonisterna starkt beroende av inhemskt arbete under de inledande faserna av bosättningen för att upprätthålla subsistensjordbruk, och infödda fångades ofta av expeditioner som kallas bandeiras ("flaggor") från Portugals flagga som de bar i ett symboliskt krav på nytt land för landet. Importen av afrikanska slavar började halvvägs genom 1500-talet, men slakten av ursprungsbefolkningar fortsatte långt in på 1600- och 1700-talet. 
Under tidsåldern för den transatlantiska slavhandel fick Brasilien fler afrikanska slavar än något annat land. Uppskattningsvis 6,9 miljoner slavar från Afrika fördes till Brasilien under perioden 1501 till 1866.  Fram till början av 1850-talet tvingades de flesta förslavade afrikaner som anlände till de brasilianska stränderna att gå ombord i västcentralafrikanska hamnar, särskilt i Luanda (nutida Angola). 
Slaveriet i Brasilien avskaffades genom Lei Áurea 1888. 